# Tour des Augustins (Avignon)
La tour des augustins est une tour située à Avignon, en France.

## Généralités
La tour est située à Avignon, rue Carreterie, dans le département de Vaucluse, en région Provence-Alpes-Côte d'Azur, en France. La tour était originellement le beffroi, surmontée d'un campanile de l'église du prieuré des augustins situé au même endroit.

## Historique
La tour est construite entre 1372 et 1377. Ses vestiges témoignent de plusieurs étapes de construction (XIIe siècle-XIIIe siècle, XVe siècle, XVIe siècle)
Une horloge est monté sur la tour en 1497, possiblement car les « habitants du quartier se plaignent de ne pas entendre les heures sonner au beffroi de l'hôtel-de-ville ». Une première cloche est mise en place mais est jugée insuffisante. L'autorisation est donnée en 1562, de prendre une des cloches du prieuré voisin de Montfavet et de la placer dans la tour.
En 1796, le prieuré est vendu comme bien national, mais la tour avec son horloge reste propriété municipale.
La tour est classée au titre des monuments historiques par arrêté du 11 décembre 1912.

## Description
La tour a une hauteur d'environ 32 mètres (21,75 mètres jusqu'à l'encorbellement, hauteur de lanterne 6,70 mètres et flèche 3,50 mètres) pour une largeur de 4,50 mètres, ce qui lui donne un aspect « grêle ». 
La tour était située près du chœur de l'ancien prieuré.
Le sommet de la tour est formé d'un campanile en fer forgé, mis en place pour accueillir la cloche du prieuré de Monfavet.